# Sommer-Paralympics 2012/Teilnehmer (Schweiz)
| stlisierte Goldmedaille | stlisierte Silbermedaille | stlisierte Bronzemedaille |
| ----------------------- | ------------------------- | ------------------------- |
| 3                       | 6                         | 4                         |

Die Schweiz entsandte zu den Paralympischen Sommerspielen 2012 in London eine aus 25 Sportlern bestehende Mannschaft – 15 Männer und 10 Frauen.
Fahnenträger der Schweizer Paralympics-Mannschaft war der Leichtathlet Beat Bösch.

## Medaillen

### Medaillenspiegel
| Medaillenspiegel Schweiz |                |                              |                           |                           |        |
| Platz                    | Sportart       | Goldmedaille – Olympiasieger | Silbermedaille – 2. Platz | Bronzemedaille – 3. Platz | Gesamt |
| 1                        | Leichtathletik | 1                            | 4                         | 2                         | 7      |
| 2                        | Radsport       | 2                            | 2                         | 2                         | 6      |
| Total                    | Total          | 3                            | 6                         | 4                         | 13     |

### Medaillengewinner

#### Gold
| Name                | Sportart       | Wettkampf                            |
| ------------------- | -------------- | ------------------------------------ |
| Edith Wolf-Hunkeler | Leichtathletik | 5000 m (T54) Frauen                  |
| Heinz Frei          | Radsport       | Einzelzeitfahren Strasse (H2) Männer |
| Sandra Graf         | Radsport       | Einzelzeitfahren Strasse (H3) Frauen |

#### Silber
| Name                | Sportart       | Wettkampf                  |
| ------------------- | -------------- | -------------------------- |
| Marcel Hug          | Leichtathletik | Marathon (T54) Männer      |
| Marcel Hug          | Leichtathletik | 800 m (T54) Männer         |
| Edith Wolf-Hunkeler | Leichtathletik | 1500 m (T54) Frauen        |
| Edith Wolf-Hunkeler | Leichtathletik | 800 m (T54) Frauen         |
| Tobias Fankhauser   | Radsport       | Einzel Strasse (H1) Männer |
| Jean-Marc Berset    | Radsport       | Einzel Strasse (H2) Männer |

#### Bronze
| Name                                           | Sportart       | Wettkampf                               |
| ---------------------------------------------- | -------------- | --------------------------------------- |
| Edith Wolf-Hunkeler                            | Leichtathletik | 400 m (T54) Frauen                      |
| Sandra Graf                                    | Leichtathletik | Marathon (T54) Frauen                   |
| Ursula Schwaller                               | Radsport       | Einzelzeitfrauen Strasse (H 1/2) Frauen |
| Heinz Frei Ursula Schwaller / Jean-Marc Berset | Radsport       | Staffel (H 1-4) Mixed                   |

## Teilnehmer nach Sportart

### Bogenschiessen
Frauen:
- Magali Comte

Männer:
- Philippe Horner

### Leichtathletik
Frauen:
- Sandra Graf
- Alexandra Helbling
- Patricia Keller
- Manuela Schär
- Edith Wolf-Hunkeler

Männer:
- Christoph Bausch
- Beat Bösch
- Heinz Frei
- Philippe Handler
- Marcel Hug
- Bojan Mitic
- Christoph Sommer

### Radsport
Frauen:
- Sandra Graf
- Annina Schillig
- Ursula Schwaller
- Sara Tretola

Männer:
- Jean-Marc Berset
- Tobias Fankhauser
- Heinz Frei
- Lukas Weber

### Rollstuhltennis
Männer:
- Yann Avanthey
- Daniel Dalla Pellegrina

### Schiessen
Männer:
- Paul Schnider

### Schwimmen
Frauen:
- Chantal Cavin

### Tischtennis
Männer:
- Silvio Keller